# Leioproctus hamatus
Leioproctus hamatus is een vliesvleugelig insect uit de familie Colletidae. De wetenschappelijke naam van de soort is voor het eerst geldig gepubliceerd in 1994 door Maynard.